# Tullimonstrum gregarium
Tullimonstrum gregarium – wymarły gatunek prymitywnych zwierząt wodnych z późnego karbonu (około 309–307 mln lat temu). 
Skamieniałości osobnika tego gatunku zostały odkryte w latach 50. XX wieku w Mazon Creek – stanowisku paleontologicznym typu Konservat-Lagerstätten, położonym w północno-wschodniej części stanu Illinois, nad rzeką Mazon – i dostarczone w 1958 do Muzeum Historii Naturalnej w Chicago przez paleontologa amatora, Francisa Tully. W 1966, jako pierwszy badacz, T. gregarium opisał w swojej publikacji „Wormlike fossil from the pennsylvanian of Illinois” amerykański paleontolog Eugene Richardson. Przyjęta nazwa rodzajowa Tullimonstrum jest eponimem mającym na celu upamiętnienie odkrywcy pierwszych skamieniałości gatunku („Tulli”). Człon monstrum oznacza potwora. Holotyp (o numerze PE 10504) jest przechowywany w Muzeum Historii Naturalnej w Chicago. T. gregarium stosunkowo szybko zostało uznane za nieformalną maskotkę stanu Illinois. Potocznie jest nazywane Tully monstrum (lub Tully monster), co można przetłumaczyć jako potwór Tully’ego. W 1989 gatunkowi nadano tytuł Skamieniałości Stanowej.
Przez kilkadziesiąt lat nie była jednak znana pozycja filogenetyczna tego zwierzęcia. T. gregarrium było porównywane do wstężnic, wieloszczetów, ślimaków, konodontów i Opabinia. W 2016 zespół paleontologów z Uniwersytetu Yale pracujących pod kierunkiem dr. Victorii McCoy opublikował na łamach czasopisma Nature artykuł, w którym przedstawili wyniki badań morfologii w oparciu o analizę 1200 próbek dostarczanych w różnym okresie przez zbieraczy. Naukowcy ocenili, że zwierzę miało około 30–35 cm długości i wykazali dowody na istnienie struny grzbietowej, skrzeli, płetwy ogonowej i brzusznej, ust z kilkoma rzędami zębów. Zwierzę zostało zaklasyfikowane jako kręgowiec – bezżuchwowiec z grupy Hyperoartia (Petromyzontida).
Z wnioskami McCoy i współpracowników nie zgodzili się jednak Sallan i współpracownicy (2017). W szczególności w ocenie autorów budowa struktury wziętej przez McCoy i współpracowników za strunę grzbietową wyklucza taką jej interpretację; także budowa struktury wziętej przez McCoy i współpracowników za usta z zębami czyni taką jej interpretację mało prawdopodobną. W ocenie Sallan i współpracowników (2017) T. gregarium zbyt różni się budową ciała od kręgowców, by zasadne było zaliczanie go do tej grupy; za bardziej prawdopodobne autorzy uznali jego pokrewieństwo ze stawonogami lub mięczakami. Zdaniem autorów możliwe jest też, że Tullimonstrum jest przedstawicielem wtóroustych nienależącym do kręgowców, przy czym w największym stopniu przypomina on przedstawicieli wymarłej grupy Vetulicolia.